# Marcus Sasser
Marcus Jerome Sasser jr. (Dallas, 21 settembre 2000) è un cestista statunitense, professionista nella NBA con i Detroit Pistons.

## Biografia
È il nipote degli ex cestisti Jeryl e Jason Sasser.

## Carriera
Dopo aver trascorso la carriera universitaria con gli Houston Cougars, nel 2023 viene selezionato al Draft NBA con la venticinquesima scelta assoluta dai Memphis Grizzlies, che lo cedono subito ai Detroit Pistons.

## Statistiche

### NCAA
| Anno      | Squadra         | PG  | PT | MP   | TC%  | 3P%  | TL%  | RP  | AP  | PRP | SP  | PP   |
| --------- | --------------- | --- | -- | ---- | ---- | ---- | ---- | --- | --- | --- | --- | ---- |
| 2019-2020 | Houston Cougars | 30  | 17 | 23,8 | 36,3 | 35,2 | 75,8 | 2,4 | 1,7 | 0,6 | 0,1 | 8,1  |
| 2020-2021 | Houston Cougars | 29  | 28 | 31,9 | 38,0 | 33,5 | 85,2 | 2,6 | 2,2 | 1,4 | 0,0 | 13,7 |
| 2021-2022 | Houston Cougars | 12  | 12 | 32,0 | 43,7 | 43,7 | 74,4 | 2,8 | 2,6 | 2,2 | 0,1 | 17,7 |
| 2022-2023 | Houston Cougars | 36  | 36 | 30,8 | 43,8 | 38,4 | 84,8 | 2,8 | 3,1 | 1,6 | 0,2 | 16,8 |
| Carriera  | Carriera        | 107 | 93 | 29,3 | 40,6 | 36,9 | 82,4 | 2,7 | 2,4 | 1,3 | 0,1 | 13,6 |

#### Massimi in carriera
- Massimo di punti: 31 vs South Florida (11 gennaio 2023)[5]
- Massimo di rimbalzi: 7 vs Oral Roberts (14 novembre 2022)
- Massimo di assist: 7 (3 volte)
- Massimo di palle rubate: 6 vs Alcorn State (6 dicembre 2021)
- Massimo di stoppate: 1 (11 volte)
- Massimo di minuti giocati: 41 vs Hofstra (9 novembre 2021)

### NBA

#### Regular Season
| Anno      | Squadra         | PG  | PT | MP   | TC%  | 3P%  | TL%  | RP  | AP  | PRP | SP  | PP  |
| --------- | --------------- | --- | -- | ---- | ---- | ---- | ---- | --- | --- | --- | --- | --- |
| 2023-2024 | Detroit Pistons | 71  | 11 | 19,0 | 42,8 | 37,5 | 87,9 | 1,8 | 3,3 | 0,6 | 0,2 | 8,3 |
| 2024-2025 | Detroit Pistons | 57  | 1  | 14,2 | 46,3 | 38,2 | 84,3 | 1,2 | 2,3 | 0,6 | 0,1 | 6,6 |
| Carriera  | Carriera        | 128 | 12 | 16,9 | 44,1 | 37,8 | 86,3 | 1,5 | 2,9 | 0,6 | 0,1 | 7,5 |

#### Massimi in carriera
- Massimo di punti: 26 vs Milwaukee Bucks (8 novembre 2023)[6]
- Massimo di rimbalzi: 6 vs Milwaukee Bucks (8 novembre 2023)
- Massimo di assist: 11 vs Portland Trail Blazers (8 febbraio 2024)
- Massimo di palle rubate: 4 vs Portland Trail Blazers (1º novembre 2023)
- Massimo di stoppate: 2 vs Washington Wizards (15 gennaio 2024)
- Massimo di minuti giocati: 38 vs Portland Trail Blazers (8 febbraio 2024)

## Palmarès
- Jerry West Award (2023)